# Araz-Naxçıvan PFK

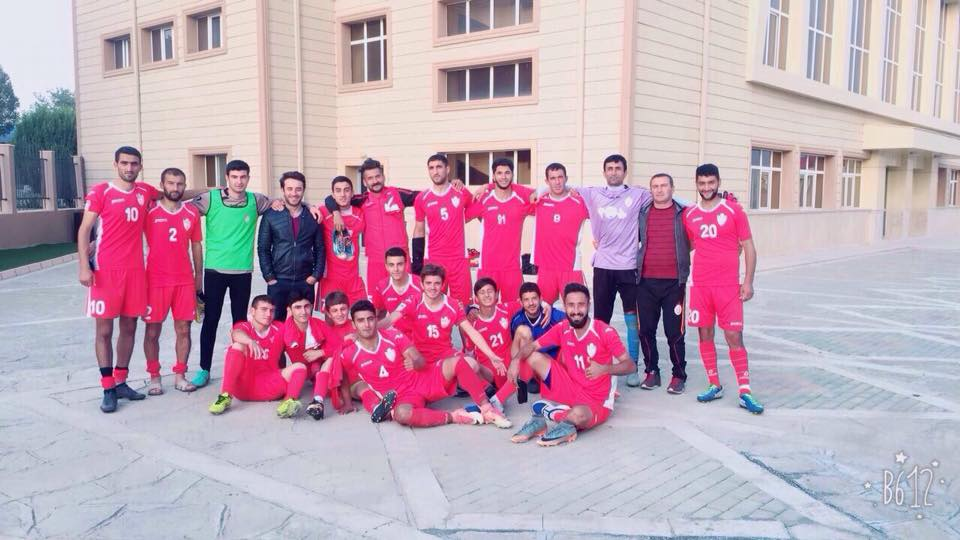
Araz-Naxçıvan PFK en 2018.

El 'Araz-Naxcivan PFK (en azerí: Araz-Naxcivan Peşəkar Futbol Klubu) fue un equipo de fútbol de Azerbaiyán con sede en Nakchivan .
El club jugó en la Liga Premier de Azerbaiyán en la temporada 2014-15 tras ascender de categoría en la temporada 2013-14.

## Historia
El club fue creado en 1967 ya partir de 1968, participó en Soviética Primera División . El club cesó su actividad después del colapso de la Unión Soviética . En 2001, el equipo se formó otra vez y tomó parte en la Azerbaiyán Premier Liga . Sin embargo año más tarde, debido a las dificultades financieras que el equipo dejó de existir de nuevo. 
El club se restableció el 23 de mayo de 2013 y de inmediato se unió a la Primera División Azerbaiyán . En su primera temporada, Araz envió Simurq estrellarse fuera de la Copa de Azerbaiyán . En mayo de 2014, el club ganó la promoción a Azerbaiyán Premier League después de ganar la división en la misma temporada. En septiembre de 2014, Araz se vinculó a un arreglo de partidosescándalo, el resultado de las cuales vio a los jugadores clave que salen del club y del gobierno de la República Autónoma de Najicheván funcionarios intervenir. 
El 3 de noviembre de 2014, Araz-Naxcivan anunció su retirada de la liga debido decisiones sesgadas árbitro constantes, con el anuncio oficial de su retirada el 17 de noviembre de 2014.

## Estadio
Artículo principal: Najchiván estadio de la ciudad
El estadio del araz era Najchiván Estadio de la ciudad , que tiene una capacidad de 12.000. Para el primer partido del estadio, la asistencia anunciada era de 4.000.

## Los partidarios
Los partidarios de Araz fueron extraídos de todo el República Autónoma de Najicheván y más allá de Azerbaiyán. Principales dos grupos de apoyo del club eran Ultra Araz y Nagshijahan. 
- Datos: Q11040351
- Multimedia: Araz-Naxçıvan PFK / Q11040351